# Colomban Cri-Cri
O Colomban Cri-Cri é um avião civil para um tripulante, que entrou para o livro dos recordes por ser o menor avião bimotor do mundo. Foi desenvolvido e produzido na década de 1970 pelo engenheiro aeronáutico francês Michel Colomban.
É uma aeronave de asa baixa, com cabine em bolha, com trem de pouso triciclo e dois motores montados no pylon frontal em configuração por tração, com capacidade para fazer acrobacia aérea.

## Variantes
- MC-10 Cri-Cri - Modelo com velocidade de cruzeiro de 170km/h (92 nós) e alcance de 750km (405 milhas náuticas).
- MC-12 Cri-Cri - Modelo com velocidade de cruzeiro de 185km/h (100 nós) e alcance de 500km (270 milhas náuticas).
- MC-15 Cri-Cri - Modelo com dois motores JPX PUL 212.
- MC-15J Cri-Cri Jet - versões experimentais com dois motores a jato, modificados por pilotos amadores a partir do modelo comum. Alguns exemplares foram construídos e ainda estão em uso.

## Uso
Por ser uma aeronave recreativa, existem muitas modificações da aeronave, em 2010, a EADS fez uma versão modificada do Cri-cri com 4 motor elétricos, o que fez do avião ser o menor quarimotor da história., ainda no mesmo ano, a Electravia fez uma modificação com motor eletrico e conseguiu uma velocidade de 262 km/h.